# Gloeosporium solani
Gloeosporium solani är en svampart som beskrevs av Osterw. 1907. Gloeosporium solani ingår i släktet Gloeosporium och familjen Dermateaceae.   Inga underarter finns listade i Catalogue of Life.